# Židovský hřbitov v Kouřimi
Židovský hřbitov se nachází v severní části města Kouřim vedle městského hřbitova v Okružní ulici dále vedoucí na Klášterní Skalici.

## Historie a popis
Hřbitov byl založen v roce 1904 (některé údaje však židovské oddělení městského hřbitova zmiňují již ve druhé polovině 19. století) a obřady zde probíhaly jen tři desetiletí. Areál o rozloze necelých 2500 m² není využit celý. Ve zbývajících prostorách se nachází urnový háj křesťanského hřbitova přiléhajícího na jihu, obřadní síň v jižním rohu ke hřbitovním účelům využita není.

## Židovská komunita v Kouřimi
Do Kouřimi se židovské obyvatelstvo po vypovězení v roce 1338 vracelo až ve století devatenáctém, nejvyšší podíl židovského obyvatelstva, 92 osob, je uveden za rok 1890. K dispozici měli pouze modlitebnu na náměstí - synagoga zde nestála.

## Současnost
Na hřbitově se do dnešních dnů zachovalo pouze 23 novodobých náhrobních kamenů. O areál ohrazený kamennou zdí se starají pracovníci křesťanského hřbitova.
Hřbitov je volně přístupný v otevírací době křesťanského hřbitova.